# スポルト (新聞)
スポルト（スペイン語: Sport）は、スペインで発刊されているスペイン語の日刊スポーツ紙。

## 歴史
1979年創刊。カタルーニャ州バルセロナを拠点としている。グルポ・セタが所有し、グルポ・セタはエル・ペリオディコ・デ・カタルーニャも発行している。思想的にはサッカークラブのFCバルセロナサポーターのためのスポーツ紙とされ、「Sempre amb el Barca」（いつもバルサとともに）をスローガンとしている。カタルーニャ州における二大スポーツ新聞は、スポルト紙とグルポ・ゴドーが所有するムンド・デポルティーボ紙である。